# Triple crema

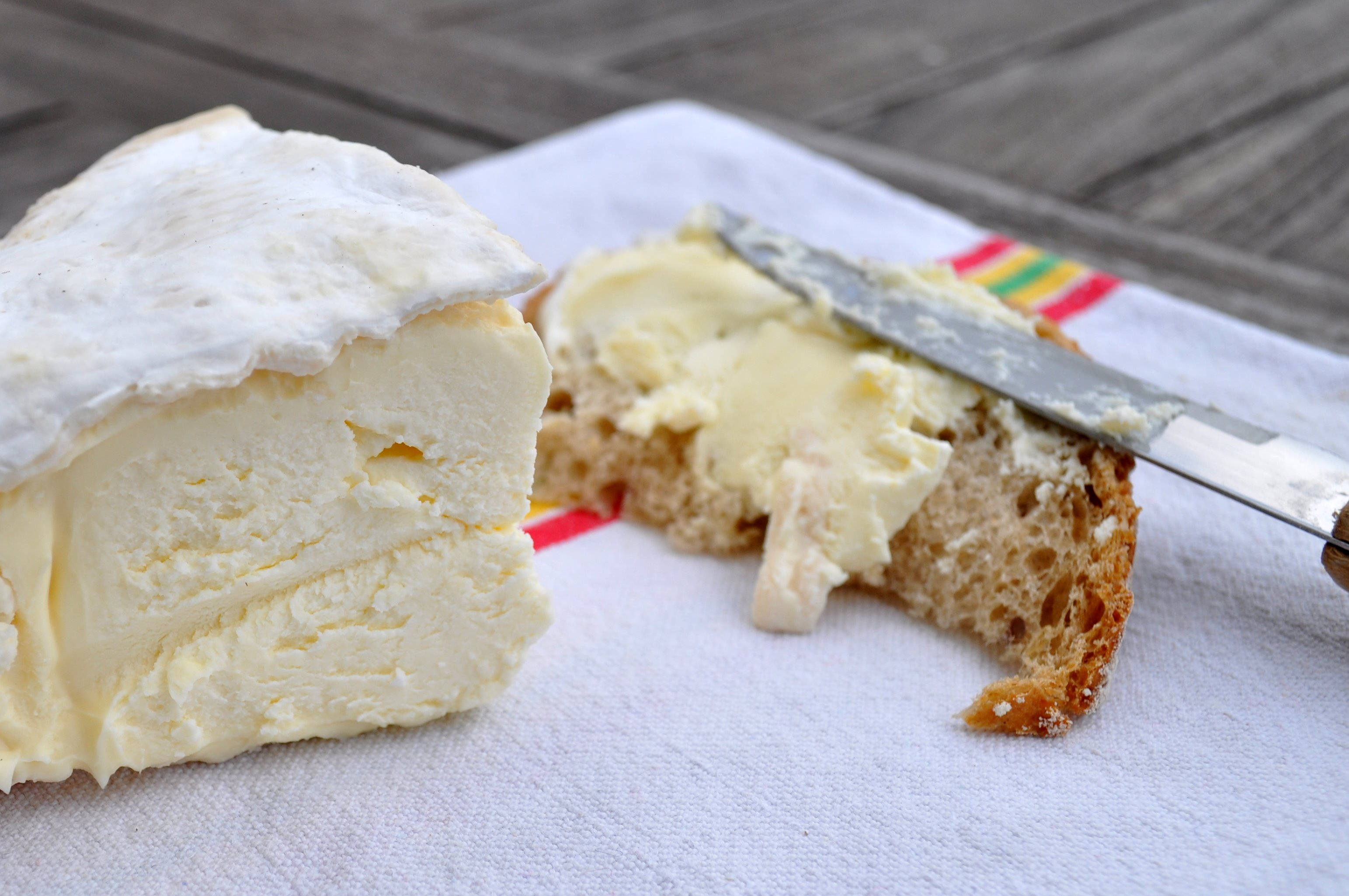
Brillat Savarin, queso elaborado con leche de vaca pasteurizada y enriquecido con nata

Un triple crema (en francés triple-crème) es aquel queso que contiene más de un 75% de grasa butírica en su materia seca, es decir, aproximadamente un 40% de grasa total, parecido al contenido graso de la nata extra grasa. Los queso triple crema tiene un sabor rico y cremoso.
Algunos quesos triple crema son frescos, como el mascarpone. Otros son semicurados, como el Brillat-Savarin, Boursault, Castello Blue, Explorateur y Saint-André.